# Jason Hatcher
Jason Dewayne Hatcher (Alexandria, 13 luglio 1982) è un giocatore di football americano statunitense che gioca nel ruolo di defensive tackle per i Washington Redskins della National Football League (NFL). Fu scelto nel corso del terzo giro (92º assoluto) del Draft NFL 2006 dai Cowboys. Al college ha giocato a football alla Grambling State University.

## Carriera professionistica

### Dallas Cowboys
Hatcher fu scelto nel corso del terzo giro del Draft 2006 dai Dallas Cowboys. All'epoca la sua selezione fu messa in discussione per la mancanza di produzione al college, ma la squadra fu impressionata dalla sua abilità atletica e il suo potenziale in una difesa di tipo 3-4.
Nella sua stagione da rookie, Hatcher disputò 14 partite, perdendone due per un infortunio alla caviglia. In quella stagione mise a segno 13 tackle e 2,5 sack. Nel 2007 disputò tutte le 16 partite, facendo registrare 35 tackle e 2 sack, oltre a forzare un fumble. In quei primi anni, Hatcher giocò sempre come riserva nei Cowboys (la prima gara come titolare nel 2010) e fu considerato una delusione, tanto che, dopo non aver ricevuto molto interesse nel mercato dei free agent nel 2011, finì per rifirmare con Dallas. Nel 2011, con l'arrivo del coordinatore difensivo Rob Ryan, si impose come uno dei defensive end titolari della squadra, davanti a Marcus Spears, migliorando in diversi aspetti del suo gioco.
Nel 2012, Hatcher fu il migliore uomo della linea difensiva dei Cowboys e l'unico a partire come titolare in tutte le 16 partite, in una difesa decimata dagli infortuni. La sua stagione terminò con 4 sack e un nuovo primato in carriera di 51 tackle e 29 pressioni sul quarterback, il secondo risultato della NFL tra gli uomini di linea interna.
Nella settimana 6 della stagione 2013, Hatcher mise a segno due sack su Robert Griffin III e forzò un fumble. Dopo aver saltato la gara della settimana 10 per infortunio, tornò in campo il 24 novembre, facendo registrare 2 sack nella vittoria sui Giants. Nell'ultima gara della stagione, i Cowboys affrontarono gli Eagles all'AT&T Stadium in una sfida che avrebbe visto la vincente aggiudicarsi la NFC East division e la perdente venire eliminata dalla corsa ai playoff. Hatcher mise a segno altri due sack su Nick Foles ma i Cowboys furono sconfitti e per il quarto anno consecutivo rimasero fuori dalla post-season. La sua stagione si concluse con 41 tackle e i nuovi primati in carriera di sack (11), passaggi deviati (3) e fumble forzati (2), venendo convocato per il primo Pro Bowl in carriera al posto dell'infortunato Haloti Ngata dei Baltimore Ravens.

### Washington Redskins
Il 13 marzo 2014, Hatcher firmò con i Washington Redskins un contratto quadriennale del valore di 27,5 milioni di dollari. Al debutto con la nuova maglia mise subito a segno un sack su Ryan Fitzpatrick ma la sua squadra fu sconfitta dai Texans. La sua stagione si chiuse al secondo posto dei Redskins con 5,5 sack.

## Palmarès
- Convocazioni al Pro Bowl: 1

2013

## Statistiche
| Tackle     | 230  |
| Sack       | 32,5 |
| Intercetti | 1    |

Statistiche aggiornate alla stagione 2014